# Bertrand de Chanac
Pour les articles homonymes, voir Chanac (homonymie).
Bertrand de Chanac, dit le cardinal de Jérusalem, né à Allassac en Limousin, et mort le 21 mai 1401 à Avignon, est un pseudo-cardinal français créé par l'antipape d'Avignon Clément VII. Il est le frère (ou neveu) du cardinal Guillaume de Chanac, O.S.B. (1371).

## Biographie
Bertrand de Chanac est recteur de l'église de Samatan, clerc de la chambre apostolique et notaire apostolique. Il est chanoine à Tournai et Poitiers et archidiacre d'Agde. En 1374 il est nommé évêque de Bourges et en 1382, il est promu patriarche latin de Jérusalem et nommé administrateur du Puy.
L'antipape Clément VII le crée cardinal lors du consistoire du 12 juillet 1385. 
Le cardinal de Chanac participe au conclave de 1394 lors duquel l'antipape Benoît XIII est élu. Le cardinal abandonne l'antipape en 1398, mais retourne peu après. En janvier 1401, il est cardinal protoprêtre.